# Chidchai Wannasathit
Chidchai Wannasathit (in thailandese ชิดชัย วรรณสถิตย์, pronuncia IPA: t͡ɕʰít.t͡ɕʰaj wan.ná.sà.tʰìt; Ubon Ratchathani, 13 agosto 1946) è un politico thailandese, primo ministro della Thailandia ad interim dal 5 aprile 2006 al 23 maggio 2006.

## Biografia
Dopo le dimissioni di Thaksin Shinawatra causate dall'insuccesso elettorale, assume il 5 aprile 2006 l'incarico di Primo Ministro ad interim. Ricoprirà la carica per circa un mese e mezzo, fino al 23 maggio seguente.